# 101 Helena
Helena /ˈhɛlənə/ (định danh hành tinh vi hình: 101 Helena) là một tiểu hành tinh bằng đá khá lớn ở vành đai chính. Ngày 15 tháng 8 năm 1868, nhà thiên văn học người Mỹ gốc Canada James C. Watson phát hiện tiểu hành tinh Helena và đặt tên nó theo tên Helen thành Troy trong thần thoại Hy Lạp.